# 佐藤康光
佐藤 康光（さとう やすみつ、1969年10月1日 - ）は、将棋棋士。タイトル通算13期（歴代8位）。永世棋聖の資格保持者。棋士番号は182。田中魁秀九段門下。京都府綴喜郡八幡町（現八幡市）出身。いわゆる「羽生世代」の一人に数えられる。2011年4月から2017年1月まで日本将棋連盟の棋士会会長、2017年2月から2023年6月まで日本将棋連盟会長。

## 経歴

### プロ入りまで
6歳で将棋を覚える。この時期に憧れていた棋士は米長邦雄。八幡市に隣接する大阪府枚方市にあった田中魁秀の将棋教室に通うようになった頃、『米長の将棋』という本で勉強した。また、最初に読んだ棋書は有吉道夫の自戦記『玉頭位取り戦法』であり、真っ黒でボロボロになるまで繰り返し読んだという。
1981年の春、小学生将棋名人戦に6年生として出場し、NHK教育テレビで全国放送される準決勝に進出して3位となる。
1982年12月（中学1年の冬）、6級で関西奨励会に入会。その半年後、谷川浩司が史上最年少の21歳で名人となる。関西将棋会館の控え室で詰将棋を棋士・奨励会員数名が解けずに悩んでいたところに谷川が現れて数十秒で解き、皆を唖然とさせる。この光景を目撃した佐藤は子供心に「A級の恐ろしさ」を知ったという。
奨励会入会後、僅か1年弱で2級に昇級。その直後（中2の終わり）父親の転勤のため八幡から東京都区内に転居したことで関東奨励会に移籍する。このとき「名人候補を東京に取られた」と関西の棋士たちが嘆いたという。プロの対局の記録係を務めるため中学校を頻繁に休んでいたことから、「学校やすみつ君」とからかわれていた。佐藤本人は「中学校でどうだったかは記憶にないが、高校では間違いなく言われていた」と述懐している。佐藤はその後、國學院高校に進学し、卒業をしている。
奨励会二段の頃、島朗主宰の、いわゆる「島研」に、森内俊之とともに参加。二人が対局し、残った一人が記録係を務めるという、一風変わった研究会であった。そして、17歳の頃、二段の途中から8連勝して三段へ昇段。さらに続けて13勝1敗で四段（プロ）に昇段（1987年3月25日）。合わせて21勝1敗というラストスパートでのプロ入りを果たす。

### プロ入り後
1987年のプロ入りから約3年後の1990年、五段のとき第31期王位戦で、谷川浩司王位への挑戦権を得、タイトル戦に初登場。フルセットの3-4で退けられる。
同年（1990年）、第9回早指し新鋭戦で、決勝で森内俊之を破り棋戦初優勝。翌年（1991年）も決勝で森下卓を破って2連覇。1990年度は、将棋大賞の新人賞を受賞している。
1993年、六段のとき第6期竜王戦で挑戦者となる（これにより規定で七段へ昇段）。当時の竜王は五冠王の羽生善治であったが七番勝負を4-2で制して羽生から竜王位を奪取し、初のタイトル獲得を果たす。しかし、翌年（1994年）の第7期竜王戦では、逆に羽生の挑戦を受け2-4で失冠し、羽生に史上初の六冠王を許してしまう。以後1年間、「前竜王」の称号を名乗った。その翌年（1995年）の第8期竜王戦は、また逆に佐藤が羽生に挑戦し3年連続の同一カードとなったが、奪取はならなかった。
1996年にA級八段となる。そして、A級参加2期目（1997年度）のA級順位戦において6勝3敗同士でのプレーオフで羽生善治を下し、第56期順位戦（1998年）で谷川浩司名人への挑戦権を得る。そして、七番勝負を4-3で制して初の名人位獲得。また、名人1期獲得の規定により九段に上り詰めた。
1999年、第57期名人戦では谷川と2年連続の対決。2勝3敗で迎えた第6局では、2日目深夜に及ぶ203手の激戦に勝ってフルセットの戦いに持ち込み、最終局でも勝って、名人位を防衛。

### 2000年代
2000年、丸山忠久の挑戦を受けた第58期名人戦は、丸山の得意戦法を逃げずに堂々と受けて立つシリーズとなったが、3勝4敗で名人失冠。
2002年（2001年度）、第51期王将戦の挑戦者決定リーグで全勝して羽生善治に挑戦。4-2で王将位を奪取。
2002年度、第73期棋聖戦で郷田真隆に挑戦、3-2で奪取に成功。初めて二冠（棋聖・王将）となる。さらに王座戦で羽生に挑戦したが敗退し、一気の三冠達成はならなかった。また、王将の防衛戦は、羽生を挑戦者に迎え前年と同一カードとなったが、0-4で羽生に奪還され、棋聖のみの一冠に後退した。
2003年、第74期棋聖戦で丸山忠久の挑戦を3-0で退け防衛。羽生善治（当時七冠）が棋聖位を失ってから、棋聖位保持者は7年連続で入れ替わっていたが、この防衛によって終止符が打たれた。同年、第11期銀河戦で中川大輔を下して優勝、タイトル戦以外の全棋士参加棋戦での初優勝を飾った。
2004年、第75期棋聖戦で森内俊之の挑戦を3-0で退け防衛。JT将棋日本シリーズでは、決勝で久保利明を下して初優勝。
2005年、第76期棋聖戦で羽生善治の挑戦ｰを3-2で退け防衛。第55期王将戦の挑戦者決定リーグで全勝して挑戦権を獲得。王将戦の挑戦者決定リーグで複数回全勝したのは、佐藤康光が初である。しかし羽生に3-4で敗れて、王将獲得はならなかった。
2006年度は、佐藤にとって大活躍の年となる。まず、第77期棋聖戦で鈴木大介の挑戦を3-0で退け防衛。これで通算5期となり、規定により永世棋聖の資格を得る。JT将棋日本シリーズは決勝で郷田真隆を破り2度目の優勝。NHK杯も決勝で森内俊之を破り優勝（3度目の決勝進出にして初優勝）。史上初のタイトル戦5連続挑戦の記録を作り、うち、森内俊之から棋王位を奪取。再び二冠（棋聖・棋王）となる。また、成績だけではなく、「佐藤新手」と呼ばれる数々の新手や独創的な戦法を大勝負で用いたことは評価された。これらの活躍により、将棋大賞の最優秀棋士賞と升田幸三賞を同時受賞する（いずれも初受賞）。
2007年、第78期棋聖戦で渡辺明竜王の挑戦を3-1で退けて防衛し、6連覇。一方、同年の竜王戦では、逆に渡辺に2年連続で挑戦するも2-4で再び奪取に失敗し、三冠制覇のチャンスを逃す。互いに自分のタイトルを防衛・連覇し合う結果となった。
2007年度、初の生放送となるNHK杯戦決勝（2008年3月16日）で鈴木大介を破り優勝。47、48期（1998、99年度）の羽生善治以来、同大会9年ぶり3人目の連覇を達成した。また、第33期棋王戦では羽生を3勝2敗で下して防衛に成功、1勝2敗の角番からの粘りで二冠を死守した。しかしながら、A級順位戦では苦戦する。残留争いのライバル2名（行方尚史・久保利明）との直接対決が残っていたため、残り3局を3連勝すれば残留できるという「自力残留」の目が残されていた。まず、行方を破り、次に久保を破る。そして最終9回戦では、挑戦者争いにも残留争いにも絡んでいない木村一基が対戦相手であった。木村は羽織袴を着て闘志（「米長哲学」）を露わにして佐藤の前に登場するも、佐藤はこの一局に勝ち、A級の座を死守した。
2008年6月からの第79期棋聖戦でも羽生を挑戦者として迎える。初戦から2連勝して早々に防衛に王手をかけたが、そこから3連敗して棋聖位を奪取され、一冠（棋王）に後退。大山康晴に並ぶ棋聖戦7連覇の達成はならなかった。
2009年（2008年度）の第34期棋王戦では、久保利明に2連敗後の2連勝でフルセットまで持ち込んだが、最終局に敗れ3連覇を逃し、7年ぶりに無冠となる（久保にとっては初タイトル）。
第68期順位戦（2009年度）A級の8回戦、対・藤井猛戦（2010年2月3日）で敗れ、B級1組への陥落が決定。A級連続在籍（名人在位2期を含む）は14でストップし、順位戦・竜王戦を通じて自身初の降級を喫する。翌朝、久保棋王への挑戦者（リターンマッチ）として、第1局のため9時前に羽田空港に集合し、上海へ移動。対局場の検分と前夜祭を済ませ、2月5日に対局という過酷なスケジュールであったが、筋違い角の乱戦を制して先勝する。この五番勝負は前期と同じくフルセットとなったが、第5局（3月30日）で190手の熱戦の末に敗れ、昨年奪われた棋王位をすぐに取り返すことはできなかった。この一局は、翌日に行われた第37回将棋大賞の選考で、名局賞に選ばれた。また2009年度最後の対局である棋王戦第5局で敗れたことにより、同年度はデビュー以来初の負け越し（24勝25敗）となった。

### 2010年代
降級して迎えた第69期順位戦（2010年度）では、A級14期連続在位の貫禄を見せつけ、9勝3敗の成績でA級に返り咲きを果たした。勝率こそ7割を超えた（34勝14敗）ものの、タイトル戦線に絡むことはなかった。
第61期王将戦（2011年度）挑戦者決定リーグ戦で5勝1敗の成績を残し、同星だった豊島将之六段との決定戦も勝利し挑戦者の権利を得る。2012年1月から、久保利明二冠に挑んだ王将戦七番勝負では、第1局から久保を圧倒し3連勝。久保の地元である兵庫県加古川市で行われた第4戦こそ敗れたが、第5戦に勝ち4勝1敗で王将位を奪取。王将位在位は11年ぶり2期目。佐藤自身も約3年ぶりのタイトル奪取となった。しかし第62期王将戦（2012年度）で渡辺明に対し1-4で敗れ、王将位から失冠した。
第29期竜王戦（2016年度）にて1組の5位決定戦1回戦で阿久津主税と対局するも敗れ、24期連続で保持してきた1組の座から陥落することになった。その後、第30期竜王戦において2組準優勝となり、本戦進出と1組に復帰が決定している。
第75期順位戦（2016年度）A級では、勝ち星が振るわず7回戦終了時で1勝6敗と大苦戦し第68期（2009年度）以来の降級の危機となったが、最後の2戦を連勝し辛くも順位差により降級を回避した。
第66回NHK杯テレビ将棋トーナメント初戦となる2回戦で増田康宏四段、3回戦で斎藤慎太郎六段（当時）、準々決勝で前年度の準優勝となる千田翔太六段、準決勝で佐藤天彦名人にそれぞれ勝利し、決勝戦で初の決勝進出となる佐藤和俊六段に勝利し、9年ぶり三度目のNHK杯を優勝した。
2017年7月28日の第76期順位戦A級で広瀬章人八段に勝ち、史上9人目の公式戦通算1000勝（特別将棋栄誉賞）を達成した。
第76期順位戦（2017年度）A級では、自身も含めた6人が6勝4敗の同率トップとなり、6人による挑戦者決定プレーオフになる。プレーオフでは佐藤は2回戦から参加することになったものの、豊島将之に敗れた。

### 2020年代
第69期王座戦（2021年度）では挑戦者決定戦まで進出するも、木村一基に敗れ、50代でのタイトル挑戦とはならなかった。
羽生世代がタイトル戦など将棋の表舞台から姿を消しつつある中、ただ一人A級に在籍していたが、第81期（2022年度）順位戦A級では、1勝8敗の成績で降級となった。
佐藤は連盟会長として「超多忙」で自身の研究に割く時間がなかなか取れないにもかかわらず各棋戦で健闘しており、ファンとの指導対局にも力を入れているという。
2023年4月4日、将棋連盟会長の職を今季限りで退任すると発表した。任期は6月9日まで。
2024年1月11日、第37期竜王戦1組ランキング戦での広瀬章人との対局に勝利し、通算成績1100勝（710敗）に到達。
同年4月25日、第72期王座戦決勝トーナメント1回戦で羽生善治と通算169回目の対局を行い、同一カードの対局回数ランキングで歴代2位に浮上した。

## 棋風
若手時代は既存の定跡形を多く指していたが、2005年前後からは創造的で新基軸な序盤作戦を選ぶことが多くなっている。
ゴキゲン中飛車を相手にしての序盤の新手である9手目▲9六歩は、多くの棋士達によって採用されている（ゴキゲン中飛車 を参照）。
若手時代から「緻密流」と称される読みの深さで知られ、懇意にしていた室岡克彦から「1秒間に1億と3手読む」と形容されたほどである。風変わりな作戦を多用するため、変態流というありがたくない名称で呼ばれることにも。
同年代の羽生などが強過ぎで定跡だけでは勝てないため、佐藤康光が編み出した「ひねくれた定跡はずし」の棋風で強さを発揮し、丸太を振り回す猛者のような棋風と言われたり、非常に独特な駒組から腕力で相手をねじ伏せる剛腕ぶりから、インターネット上では「丸太」と表現されることもある。
NHKの「将棋の日」など将棋の地方巡業番組の観客に出題されるクイズ「次の一手」では、あまりにひねくれた戦法で他の棋士が予測できない手ばかりを繰り出すとして話題になる。
後述のように升田幸三賞を2度受賞している。特別賞ではない升田幸三賞を2度受賞しているのは、佐藤康光と青野照市、藤井猛、千田翔太の4人のみである（2022年4月現在）。

## エピソード・人物

### 対局に関するエピソード
- プロとして最初の公式戦（1987年5月26日・早指し将棋選手権予選）の対局相手であった木村嘉孝が、事情により欠場したため、プロ初白星が不戦勝という、棋界では非常に珍しい記録を残すことになった。
- 2000年の第58期名人戦においては、挑戦者であった丸山忠久の得意戦法（丸山が先手の場合は角換わり戦法、丸山が後手の場合は横歩取り8五飛車戦法）を堂々と受けて名人位を防衛しようとした[注釈 12]。しかし、結果的に3勝4敗で丸山に名人位を奪われた。
- 2002年の第51期王将戦では、おやつに大量のキウイフルーツを食べつづけ、羽生善治から王将を奪取したことから、ネットで話題になった[24][25]。
- 渡辺明に挑戦した2006年の第19期竜王戦の第6局で、渡辺の初手▲7六歩に対して2手目△3二金と指し、居飛車党の渡辺を「挑発」[注釈 13]した（3二の金は、相手が振り飛車の場合には適さない位置とされる）。結果は、挑発に乗って不慣れな振り飛車を採用した渡辺の負け。そして迎えた最終の第7局でも、振り駒で後手となった佐藤は再び2手目△3二金と指したが今度は矢倉戦になり、結果は渡辺が勝って防衛。そして渡辺に2年連続で挑戦した第20期竜王戦の第6局でも、佐藤は2手目△3二金を採用。プロ棋界では非常に珍しい相中飛車に進み、最終的に渡辺が勝利を収めた[注釈 14]。

- 久保利明に挑戦した第61期王将戦の第1局で、久保のゴキゲン中飛車に超速戦法で応戦、乱戦に持ち込んだところに▲5七玉という空前絶後の妙手を指し、度肝を抜いた（対局は111手で佐藤の勝ち）[注釈 15]。本局を含めた意欲的な指し回しが評価され、佐藤は第18回升田幸三賞を受賞している[26]。
- NHK杯戦で連覇を経験しているため、同棋戦で13連勝の記録を持つ。本人曰く羽生さんの連勝（編注:24連勝。後述書p.194参照）に比べたら問題にならないが、実は密かな自慢であるとのことである[27]。
- 2008年度の第58回NHK杯3回戦・金井恒太との対局で、時間が迫り「▲5九飛車」と指す場面で飛車駒を落としてしまう。しかし指し手の位置である5九を指で示し「飛車」と発言したことから時間内に指したとされ事なきを得た（駒を落とした場合について連盟の対局規定第5条[28]に従った形）。
- 性格は真面目で義理堅く一本気。熱血漢でアツくなり易いという一面を持っており、対局で負けたときは涙を流して悔しがることもある[注釈 16]。
- タイトル戦以外でも、ここ一番の大勝負（挑戦者決定戦やTV棋戦の決勝など）では和服で対局に臨む。

### 人物・エピソード
- 3人兄妹の長男。弟は歌舞伎役者の市川段一郎である[29][30][31]。
- 特技はヴァイオリン演奏。将棋を覚える以前の4歳から習っており、奨励会入会の中学1年生まで週1回レッスンに通っていたと語っている[32]。棋聖戦の就位式に演奏を披露していたこともあった。将棋雑誌の企画でヴァイオリニストの千住真理子と対談した際に、千住の目の前で演奏を披露し、腕前を絶賛されたこともある[33]。
- 高校進学を悩んだ時期もあったが、米長邦雄の著作の影響を受け、進学を決意した[34]。國學院高校を選んだ理由として「千駄ヶ谷の将棋会館から1番近い高校ということで受験して合格した」と語っている（都立高校も検討したとのこと。）[32][30]が、将棋会館に出向く際には学校帰りでも制服姿で来ず、いったん家に帰って着替えてから来ていた[35]。
- 若手時代に、そのルックスと名前に引っ掛けて先崎学から「もてみつ君」というあだ名を付けられる。それが由来で、ファンの間では「モテ」と呼ばれる[25]。他に、父親が製薬会社勤務だったことから、米長邦雄にはその勤務先に引っ掛けて「グロンサン」と呼ばれていた[33]。メガネの感じが桃屋のキャラクター（三木のり平）に似ているともいわれる[22]。永井英明によると、風貌は塚田正夫名誉十段にそっくりであるという。
- 将棋マガジン（日本将棋連盟）のコーナーである「佐藤康光と森内俊之のなんでもアタック」の1996年2月号の企画で、目隠し五面指し（目隠しした佐藤が、目隠ししていない5人のアマチュアと同時に対局）に挑戦し、反則なしの五戦全勝で見事に成功した。
- 竜王奪取の前年（1992年）にゴルフにはまり、「趣味はゴルフ」と公言するまでになった[36]。2024年第4四半期の将棋講座 (NHK)でも、ゴルフをモチーフにした「康光流 バーディー振り飛車」を担当。毎回ポイントとなる手を解説する前にクラブのスイングパフォーマンスを行う。
- NHK「将棋講座」講師を4回務めている。（1994年度冬期、2007年度後期、2015年度前期、2024年度後期）
- 2006年、米長邦雄会長（当時）からBonanza戦を打診され、佐藤はプロ棋士が将棋ソフトに負けたら恥で引退も覚悟しなければならないとして悩んだ末に「固くお断りします」という佐藤に対して、米長が「負けたところで恥になるわけでもない、考えてみろ。しょせん遊びだ。機械相手に数時間遊びで指してくれれば、1000万円以上の収入になる」というと、佐藤は「米長先生、そこに正座してください。プロが将棋を指すのに”遊び”ということがありますか。先生はそんな気持ちで将棋を指していたんですか。私は固くお断りをいたします」と米長を諭した（米長著「われ敗れたり―コンピュータ棋戦のすべてを語る」より）。将棋は遊戯ボードゲームだがプロ棋士として仕事で指している真面目な佐藤に米長が遊びと称したことに佐藤は立腹し、打診を拒否した佐藤の代わりに渡辺明が挑戦して勝利した。
- 2008年10月、フランスのパリで行われた第21期竜王戦七番勝負第1局（渡辺明竜王対羽生善治名人）の記録係を務めていた中村太地が会場設営の際に感電する事故があり、解説で同行していた佐藤（当時棋王）は「もしものことがあれば私が記録係を務めます」と申し出ていた。（大事には至らず、中村が記録係を務めた。）
- 2016年10月10日　島朗宅で行われた将棋ソフト不正使用疑惑に関する会合に参加し、後に三浦弘行の出場停止処分について、苦渋の決断と発言した。
- 朝食は大の納豆派で、パン食のときも必ず納豆をつけるほど。本人曰く「納豆はデザートだと思っている」[37]。冷やし中華に餅追加で話題になったが「2度とやらない」とのこと[38]。
- 佐藤が運転免許取り立ての頃、「王将戦」第2局（1995年1月24日）の対局会場の栃木県日光市中禅寺湖付近まで、冬の装備のない車を佐藤自ら初運転して日光いろは坂経由で向かおうとしたが、冬の装備が不十分であることを理由に同乗の森内俊之に制され、途中の日光駅までの運転に切り替えた。帰路では羽生善治も同乗したが、この日が初運転であることを佐藤から告げられた森内・羽生が、佐藤のあまりの運転未熟さに肝を冷やしたという（いろは坂事件）[39]。当時の棋譜研究はプロ棋士や奨励会員であっても現地観戦するしかなく、康光は免許取り立てで運転したくてドライブと棋譜研究ができる一石二鳥だとして森内を誘って行った。これ以後、羽生は佐藤が運転する車には同乗していない、森内はその後も若干数であるが乗車している。
- いろは坂事件の際は1995年1月で当時25歳の若気の至りもあり青年でワイルド（野性的）で猪突猛進であったが、それからわずか10年強の2006年に、米長邦雄会長（当時）の将棋ソフトとの対戦打診を断った際は達観して熟考した上に断っているほど変化が大きい。
- 対局に集中しすぎ、トイレに用を足しにいったが女子トイレに入りかけたり、出入り口を間違え、押入れを何度も開ける。控え室では「ドラえもんか!」 と指摘される[22]。
- 仕事で東北に向かうが悪天候により公共交通機関がストップ。とんでもない距離をタクシーで駆けつけた[22]。
- メガネをかけたまま泳ぎ、案の定メガネをさらわれたこともある[22]。
- 2024年9月に竣工した新しい将棋会館と併設オープンした将棋カフェに「棋の音」（きのね）と名付ける。また、棋の音に昨日行ったことを報告する枕詞「きのーねー」をつくる。佐藤は積極的に、棋の音に行くことと「きのーねー」の報告セットをＸで用いている他、この言葉のために、ポストは棋の音に行った当日ではなく次の日まで待つことにしていた。その後「きのーねー」は、将棋流行語大賞2024の１位に選ばれることとなった[40]。

### 棋士会長、そして日本将棋連盟会長へ

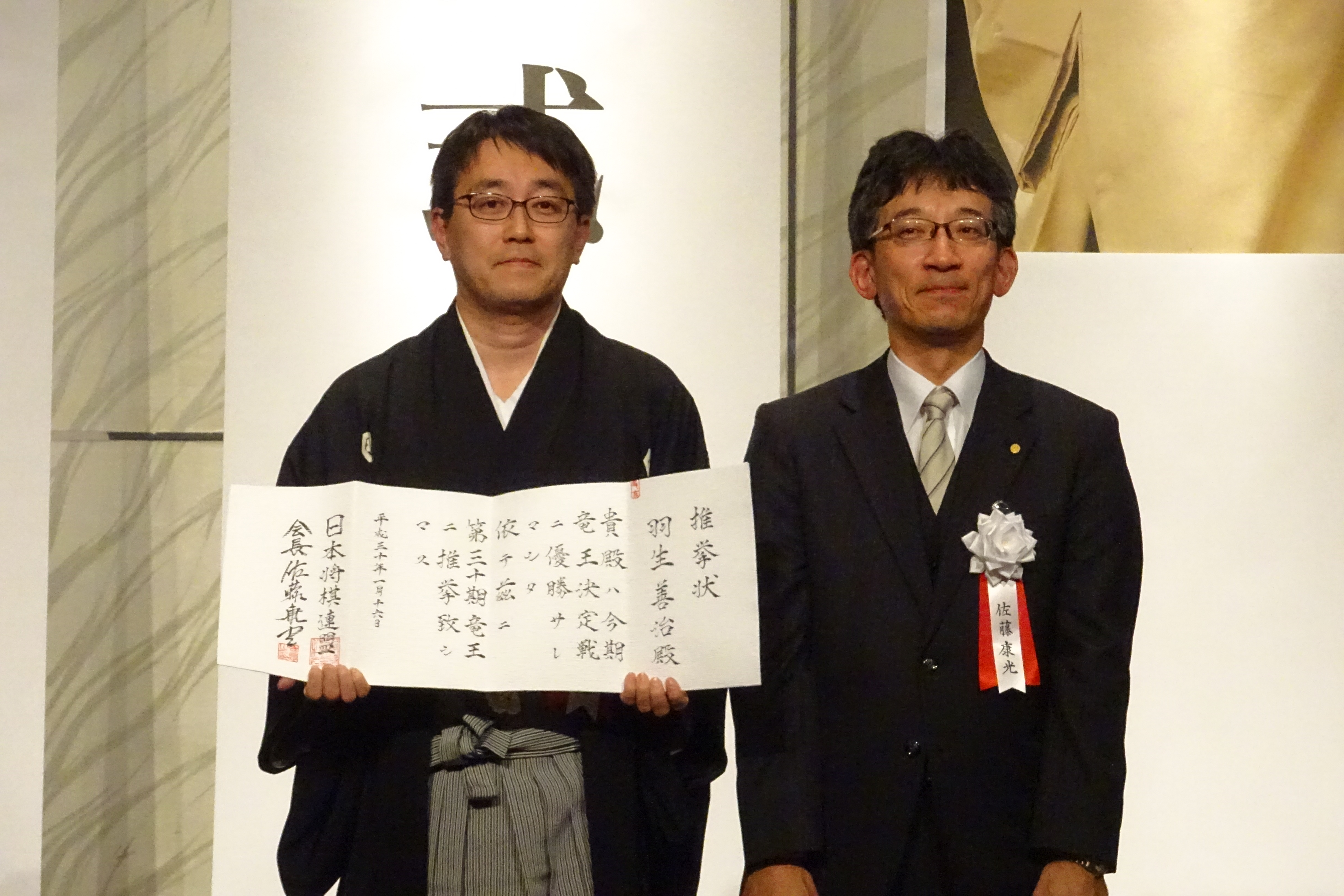
2018年1月 第30期竜王就位式を連盟会長として取り仕切る佐藤。左は永世七冠の資格を獲得した羽生善治。

- 2011年4月1日から日本将棋連盟の棋士会長を務める[41]。
- 2017年2月6日、谷川浩司の会長辞任を受けた形で、日本将棋連盟会長に就任した（戦後16人目）[42][43]。
- 2017年、第3期からタイトル戦に昇格する叡王戦における七番勝負の持ち時間について「対局者が持ち時間の長さを選択する」という変則ルールを考案した[44]。このルールは第5期まで採用された（第6期から叡王戦の方式の一部・主催者を変更）。
- 会長在任中の特筆すべきこととして、賞金額の大きい2つの女流タイトル棋戦を創設に携わったことが挙げられる（清麗戦＜2019年度創設＞、白玲戦（女流順位戦）＜2020年度創設＞）。
- 2023年6月9日を以って日本将棋連盟会長を退任した[46]。

## 昇段履歴
- 1982年12月01日 ： 6級 = 関西奨励会入会[47]
- 1984年01月00日 ： 関東奨励会に移籍（2級）[48]
- 1986年12月14日 ： 三段（8連勝）[49]
- 1987年03月25日 ： 四段（13勝1敗） = プロ入り[50]
- 1989年04月01日 ： 五段（順位戦C級1組昇級）
- 1992年03月25日 ： 六段（勝数規定 ／五段昇段後公式戦120勝）
- 1993年10月01日 ： 七段（竜王挑戦）
- 1996年04月01日 ： 八段（順位戦A級昇級）
- 1998年06月18日 ： 九段（名人位獲得）

## 主な成績

### タイトル・永世称号
他の棋士との比較は、タイトル獲得記録、将棋のタイトル在位者一覧を参照
| タイトル                                                                    | 獲得年度  | 登場 | 獲得期数 | 連覇              | 永世称号（備考） |
| 竜王                                                                        | 1993      | 5回  | 1期      | －                |                  |
| 名人                                                                        | 1998-1999 | 3回  | 2期      | 2連覇             |                  |
| 王位                                                                        | －        | 5回  | －       | －                |                  |
| 王座                                                                        | －        | 3回  | －       | －                |                  |
| 棋王                                                                        | 2006-2007 | 6回  | 2期      | 2連覇             |                  |
| 叡王                                                                        | －        | 0    | －       | －                |                  |
| 王将                                                                        | 2001,2011 | 8回  | 2期      | －                |                  |
| 棋聖                                                                        | 2002-2007 | 7回  | 6期      | 6連覇 （歴代3位） | 永世棋聖資格     |
| 登場回数 合計37回、獲得合計 13期（歴代8位） （回数・期数は2018年3月末現在） |           |      |          |                   |                  |

| 01位 | 羽生善治* | 099期 | (138回) |
| 2位  | 大山康晴  | 80期  | (112回) |
| 3位  | 中原誠    | 64期  | (091回) |
| 4位  | 渡辺明*   | 31期  | (045回) |
| 5位  | 藤井聡太* | 30期  | (031回) |

| 6位  | 谷川浩司*                   | 27期        | (057回)         |
| 7位  | 米長邦雄                    | 019期       | (048回)         |
| 8位  | 佐藤康光*                   | 13期        | (037回)         |
| 9位  | 森内俊之*                   | 12期        | (025回)         |
| 10位 | 加藤一二三                  | 08期        | (024回)         |
|      | 木村義雄 (番勝負実施分のみ) | 08期 (05期) | (011回) (008回) |

| 01位 | 羽生善治* | 099期 | (138回) |
| 2位  | 大山康晴  | 80期  | (112回) |
| 3位  | 中原誠    | 64期  | (091回) |
| 4位  | 渡辺明*   | 31期  | (045回) |
| 5位  | 藤井聡太* | 30期  | (031回) |

| 6位  | 谷川浩司*                   | 27期        | (057回)         |
| 7位  | 米長邦雄                    | 019期       | (048回)         |
| 8位  | 佐藤康光*                   | 13期        | (037回)         |
| 9位  | 森内俊之*                   | 12期        | (025回)         |
| 10位 | 加藤一二三                  | 08期        | (024回)         |
|      | 木村義雄 (番勝負実施分のみ) | 08期 (05期) | (011回) (008回) |

- タイトル戦登場回数
  - 竜王：5回（1993年度=0第6期 - 1995、2006-2007年度）
  - 名人：3回（1998年＿=第56期 - 2000年）
  - 王位：5回（1990年度=第31期、1997-1998、2005-2006年度）
  - 王座：3回（2002年度=第50期、2005-2006年度）
  - 棋王：6回（1998年度=第24期、2001、2006-2009年度）
  - 王将：8回（1997年度=第47期、1999、2001-2002、2005-2006、2011-2012年度）
  - 棋聖：7回（2002年度=第73期 - 2008年度）

登場回数 合計 37回

### 一般棋戦優勝
- 銀河戦 3回（2003、2008、2010年）
- NHK杯テレビ将棋トーナメント 3回（2006、2007、2016年度）
- JT将棋日本シリーズ 2回（2004、2006年度）
- ネット将棋・最強戦 1回（2012年度）
- 早指し新鋭戦 2回（1990、1991年度）
- オールスター勝ち抜き戦（5連勝以上） 1回（1999年、7連勝）

優勝合計 12回
非公式戦優勝
- 富士通杯達人戦　1回（2010年度）

### 将棋大賞
- 第18回（1990年度） 新人賞
- 第20回（1992年度） 技能賞
- 第21回（1993年度） 最多勝利賞・最多対局賞・連勝賞・殊勲賞
- 第23回（1995年度） 技能賞
- 第25回（1997年度） 技能賞
- 第26回（1998年度） 殊勲賞
- 第29回（2001年度） 連勝賞・技能賞
- 第30回（2002年度） 敢闘賞
- 第32回（2004年度） 技能賞
- 第33回（2005年度） 敢闘賞
- 第34回（2006年度） 最優秀棋士賞・最多対局賞・最多勝利賞・升田幸三賞[11]
- 第35回（2007年度） 優秀棋士賞[51]
- 第37回（2009年度） 名局賞（第35期棋王戦第5局・対久保利明棋王）[12]
- 第39回（2011年度） 升田幸三賞[26]
- 第44回（2016年度） 名局賞（第75期A級順位戦第8局・対深浦康市九段）[52]

### 記録（歴代1位のもの）
- 二段昇段 - 四段昇段最高勝率 .955（21勝1敗）
- タイトル連続挑戦　5連続挑戦（2006年度 王位戦、王座戦、竜王戦、王将戦、棋王戦）

### 在籍クラス
| 開始 年度 | (出典)順位戦出典 | (出典)順位戦出典 | (出典)順位戦出典 | (出典)順位戦出典 | (出典)順位戦出典 | (出典)順位戦出典 | (出典)順位戦出典 | (出典)順位戦出典 | (出典)竜王戦出典 | (出典)竜王戦出典 | (出典)竜王戦出典 | (出典)竜王戦出典 | (出典)竜王戦出典 | (出典)竜王戦出典 | (出典)竜王戦出典 | (出典)竜王戦出典 | (出典)竜王戦出典 | (出典)竜王戦出典 |
| 開始 年度 | 期               | 名人             | A級              | B級              | B級              | C級              | C級              | 0                | 期               | 竜王             | 1組              | 2組              | 3組              | 4組              | 5組              | 6組              | 決勝 T           |                  |
| 開始 年度 | 期               | 名人             | A級              | 1組              | 2組              | 1組              | 2組              | 0                | 期               | 竜王             | 1組              | 2組              | 3組              | 4組              | 5組              | 6組              | 決勝 T           |                  |
| --- | ---------------- | ---------------- | ---------------- | ---------------- | ---------------- | ---------------- | ---------------- | ---------------- | ---------------- | ---------------- | ---------------- | ---------------- | ---------------- | ---------------- | ---------------- | ---------------- | ---------------- | ---------------- |
| 1987 | 46               |                  |                  |                  |                  |                  | C253             | 8-2              | 1                |                  |                  |                  |                  |                  |                  | 6組              | --               | 3-1 (2位)        |
| 1988 | 47               |                  |                  |                  |                  |                  | C204             | 8-2              | 2                |                  |                  |                  |                  |                  | 5組              |                  | --               | 2-1/昇3-0        |
| 1989 | 48               |                  |                  |                  |                  | C122             |                  | 7-3              | 3                |                  |                  |                  |                  | 4組              |                  |                  | 1-1              | 5-0 (1位)        |
| 1990 | 49               |                  |                  |                  |                  | C106             |                  | 8-2              | 4                |                  |                  |                  | 3組              |                  |                  |                  | --               | 0-1/昇4-0        |
| 1991 | 50               |                  |                  |                  |                  | C103             |                  | 6-4              | 5                |                  |                  | 2組              |                  |                  |                  |                  | 3-2              | 3-1 (2位)        |
| 1992 | 51               |                  |                  |                  |                  | C106             |                  | 10-0             | 6                |                  | 1組              |                  |                  |                  |                  |                  | 4-0              | 3-1 (2位)        |
| 1993 | 52               |                  |                  |                  | B219             |                  |                  | 6-4              | 7                | 竜王             |                  |                  |                  |                  |                  |                  | --               | --               |
| 1994 | 53               |                  |                  |                  | B208             |                  |                  | 8-2              | 8                |                  | 1組              |                  |                  |                  |                  |                  | 4-1              | 1-1/出3-0 (3位)  |
| 1995 | 54               |                  |                  | B113             |                  |                  |                  | 11-1             | 9                |                  | 1組              |                  |                  |                  |                  |                  | 2-2              | 0-1/出4-0 (3位)  |
| 1996 | 55               |                  | A 09             |                  |                  |                  |                  | 5-4              | 10               |                  | 1組              |                  |                  |                  |                  |                  | 1-1              | 3-1 (2位)        |
| 1997 | 56               |                  | A04              |                  |                  |                  |                  | 6-3              | 11               |                  | 1組              |                  |                  |                  |                  |                  | --               | 2-1/出0-1        |
| 1998 | 57               | 名人             |                  |                  |                  |                  |                  | --               | 12               |                  | 1組              |                  |                  |                  |                  |                  | 0-1              | 3-1 (2位)        |
| 1999 | 58               | 名人             |                  |                  |                  |                  |                  | --               | 13               |                  | 1組              |                  |                  |                  |                  |                  | 2-2              | 2-1/出1-0 (3位)  |
| 2000 | 59               |                  | A 01             |                  |                  |                  |                  | 6-3              | 14               |                  | 1組              |                  |                  |                  |                  |                  | --               | 1-1/出2-1        |
| 2001 | 60               |                  | A 02             |                  |                  |                  |                  | 7-2              | 15               |                  | 1組              |                  |                  |                  |                  |                  | 0-1              | 2-1/出1-0 (3位)  |
| 2002 | 61               |                  | A 02             |                  |                  |                  |                  | 6-3              | 16               |                  | 1組              |                  |                  |                  |                  |                  | 1-1              | 4-0 (1位)        |
| 2003 | 62               |                  | A 02             |                  |                  |                  |                  | 6-3              | 17               |                  | 1組              |                  |                  |                  |                  |                  | --               | 1-1/出0-1        |
| 2004 | 63               |                  | A 02             |                  |                  |                  |                  | 5-4              | 18               |                  | 1組              |                  |                  |                  |                  |                  | --               | 0-1/出2-1        |
| 2005 | 64               |                  | A 04             |                  |                  |                  |                  | 5-4              | 19               |                  | 1組              |                  |                  |                  |                  |                  | 4-0              | 2-1/出1-0 (3位)  |
| 2006 | 65               |                  | A 03             |                  |                  |                  |                  | 4-5              | 20               |                  | 1組              |                  |                  |                  |                  |                  | 4-1              | 3-1 (2位)        |
| 2007 | 66               |                  | A 04             |                  |                  |                  |                  | 3-6              | 21               |                  | 1組              |                  |                  |                  |                  |                  | --               | 0-1/出1-1        |
| 2008 | 67               |                  | A 08             |                  |                  |                  |                  | 6-3              | 22               |                  | 1組              |                  |                  |                  |                  |                  | --               | 0-1/出2-1        |
| 2009 | 68               |                  | A 02             |                  |                  |                  |                  | 2-7              | 23               |                  | 1組              |                  |                  |                  |                  |                  | --               | 0-1/出2-1        |
| 2010 | 69               |                  |                  | B102             |                  |                  |                  | 9-3              | 24               |                  | 1組              |                  |                  |                  |                  |                  | 1-1              | 0-1/出3-0 (5位)  |
| 2011 | 70               |                  | A 09             |                  |                  |                  |                  | 4-5              | 25               |                  | 1組              |                  |                  |                  |                  |                  | --               | 0-1/出1-1        |
| 2012 | 71               |                  | A 07             |                  |                  |                  |                  | 5-4              | 26               |                  | 1組              |                  |                  |                  |                  |                  | 0-1              | 4-0 (1位)        |
| 2013 | 72               |                  | A 06             |                  |                  |                  |                  | 5-4              | 27               |                  | 1組              |                  |                  |                  |                  |                  | --               | 1-1/出1-1        |
| 2014 | 73               |                  | A 04             |                  |                  |                  |                  | 4-5              | 28               |                  | 1組              |                  |                  |                  |                  |                  | 0-1              | 1-1/出2-0 (4位)  |
| 2015 | 74               |                  | A 08             |                  |                  |                  |                  | 5-4              | 29               |                  | 1組              |                  |                  |                  |                  |                  | --               | 0-1/出0-1        |
| 2016 | 75               |                  | A 04             |                  |                  |                  |                  | 3-6              | 30               |                  |                  | 2組              |                  |                  |                  |                  | 0-1              | 3-1 (2位)        |
| 2017 | 76               |                  | A 08             |                  |                  |                  |                  | 6-4              | 31               |                  | 1組              |                  |                  |                  |                  |                  | 0-1              | 0-1/出3-0 (5位)  |
| 2018 | 77               |                  | A 04             |                  |                  |                  |                  | 4-5              | 32               |                  | 1組              |                  |                  |                  |                  |                  | --               | 0-1/出2-1        |
| 2019 | 78               |                  | A 05             |                  |                  |                  |                  | 5-4              | 33               |                  | 1組              |                  |                  |                  |                  |                  | 0-1              | 1-1/出2-0 (4位)  |
| 2020 | 79               |                  | A 03             |                  |                  |                  |                  | 4-5              | 34               |                  | 1組              |                  |                  |                  |                  |                  | --               | 0-1/出0-1        |
| 2021 | 80               |                  | A 06             |                  |                  |                  |                  | 4-5              | 35               |                  |                  | 2組              |                  |                  |                  |                  | --               | 1-1/昇0-1        |
| 2022 | 81               |                  | A 07             |                  |                  |                  |                  | 1-8              | 36               |                  |                  | 2組              |                  |                  |                  |                  | 0-1              | 3-1 (2位)        |
| 2023 | 82               |                  |                  | B102             |                  |                  |                  | 6-6              | 37               |                  | 1組              |                  |                  |                  |                  |                  | 1-1              | 3-1 (2位)        |
| 2024 | 83               |                  |                  | B108             |                  |                  |                  | 6-6              | 38               |                  | 1組              |                  |                  |                  |                  |                  | --               | 0-1/出1-1        |
| 2025 | 84               |                  |                  | B107             |                  |                  |                  | -                | 39               |                  | 1組              |                  |                  |                  |                  |                  | --               | -                |
| 順位戦、竜王戦の 枠表記 は挑戦者。右欄の数字は勝-敗(番勝負/PO含まず)。 順位戦の右数字はクラス内順位 ( x当期降級点 / *累積降級点 / +降級点消去 ) 順位戦の「F編」はフリークラス編入 /「F宣」は宣言によるフリークラス転出。 竜王戦の 太字 はランキング戦優勝、竜王戦の 組(添字) は棋士以外の枠での出場。 |                  |                  |                  |                  |                  |                  |                  |                  |                  |                  |                  |                  |                  |                  |                  |                  |                  |                  |

### 年度別成績
| 年度             | 対局数 | 勝数 | 負数 | 勝率   | (出典) |
| 1987-1989 (小計) | 146    | 104  | 42   |        |        |
| ---------------- | ------ | ---- | ---- | ------ | ------ |
| 1990年度         | 67     | 49   | 18   | 0.7310 | [ 55 ] |
| 1987-1990 (小計) | 213    | 153  | 60   |        |        |
| 年度             | 対局数 | 勝数 | 負数 | 勝率   | (出典) |
| 1991年度         | 53     | 33   | 20   | 0.6230 | [ 56 ] |
| 1992年度         | 64     | 49   | 15   | 0.7660 | [ 57 ] |
| 1993年度         | 71     | 50   | 21   | 0.7040 | [ 58 ] |
| 1994年度         | 40     | 22   | 18   | 0.5500 | [ 59 ] |
| 1995年度         | 55     | 34   | 21   | 0.6180 | [ 60 ] |
| 1996年度         | 46     | 30   | 16   | 0.6520 | [ 61 ] |
| 1997年度         | 59     | 37   | 22   | 0.6270 | [ 62 ] |
| 1998年度         | 55     | 32   | 23   | 0.5820 | [ 63 ] |
| 1999年度         | 56     | 32   | 24   | 0.5710 | [ 64 ] |
| 2000年度         | 59     | 34   | 25   | 0.5762 | [ 65 ] |
| 1991-2000 (小計) | 558    | 353  | 205  |        |        |
| - 2000 (累計)    | 771    | 506  | 265  |        |        |
| 年度             | 対局数 | 勝数 | 負数 | 勝率   | (出典) |
| 2001年度         | 71     | 53   | 18   | 0.7464 | [ 66 ] |
| 2002年度         | 55     | 31   | 24   | 0.5636 | [ 67 ] |
| 2003年度         | 49     | 30   | 19   | 0.6122 | [ 68 ] |
| 2004年度         | 42     | 28   | 14   | 0.6666 | [ 69 ] |
| 2005年度         | 58     | 35   | 23   | 0.6034 | [ 70 ] |
| 2006年度         | 86     | 57   | 29   | 0.6628 | [ 71 ] |
| 2007年度         | 59     | 32   | 27   | 0.5423 | [ 72 ] |
| 2008年度         | 53     | 32   | 21   | 0.6037 | [ 73 ] |
| 2009年度         | 49     | 24   | 25   | 0.4897 | [ 74 ] |
| 2010年度         | 48     | 34   | 14   | 0.7083 | [ 75 ] |
| 2001-2010 (小計) | 570    | 356  | 214  |        |        |
| - 2010 (累計)    | 1341   | 862  | 479  |        |        |
| 年度             | 対局数 | 勝数 | 負数 | 勝率   | (出典) |
| 2011年度         | 43     | 22   | 21   | 0.5116 | [ 76 ] |
| 2012年度         | 47     | 31   | 16   | 0.6595 | [ 77 ] |
| 2013年度         | 37     | 19   | 18   | 0.5135 | [ 78 ] |
| 2014年度         | 42     | 25   | 17   | 0.5952 | [ 79 ] |
| 2015年度         | 45     | 22   | 23   | 0.4888 | [ 80 ] |
| 2016年度         | 33     | 16   | 17   | 0.4848 | [ 81 ] |
| 2017年度         | 32     | 15   | 17   | 0.4687 | [ 82 ] |
| 2018年度         | 38     | 19   | 19   | 0.5000 | [ 83 ] |
| 2019年度         | 31     | 16   | 15   | 0.5161 | [ 84 ] |
| 2020年度         | 26     | 11   | 15   | 0.4230 | [ 85 ] |
| 2011-2020 (小計) | 374    | 196  | 178  |        |        |
| - 2020 (累計)    | 1715   | 1058 | 657  |        |        |
| 年度             | 対局数 | 勝数 | 負数 | 勝率   | (出典) |
| 2021年度         | 38     | 21   | 17   | 0.5526 | [ 86 ] |
| 2022年度         | 32     | 13   | 19   | 0.4062 | [ 87 ] |
| 2023年度         | 31     | 13   | 18   | 0.4193 | [ 88 ] |
| 2024年度         | 37     | 16   | 21   | 0.4324 | [ 89 ] |
| 2021-2024 (小計) | 138    | 63   | 75   |        |        |
| 通算             | 1853   | 1121 | 732  | 0.6049 | [ 90 ] |
| 2024年度まで     |        |      |      |        |        |

### 日本将棋連盟 表彰
日本将棋連盟以外の表彰は「#その他表彰」の項を参照。
- 1987年00月00日：第1回奨励会岩野賞 [91]
- 1998年01月29日：公式戦通算400勝達成 [92]
- 2003年07月18日：公式戦通算600勝達成（将棋栄誉賞=26人目、棋王戦・佐々木慎四段 戦）[93]
- 2009年03月03日：公式戦通算800勝達成（将棋栄誉敢闘賞=13人目、第67期順位戦A級9回戦・藤井猛九段 戦）[94]
- 2011年11月00日：現役勤続25年
- 2017年07月28日：公式戦通算1000勝達成（特別将棋栄誉賞=9人目、第76期順位戦A級3回戦・広瀬章人八段 戦）[16]
- 2024年01月11日：公式戦通算1100勝達成（達成8人目）[20]

## 肩書き
昇段およびタイトルの獲得、失冠による肩書きの遍歴を記す。（色付きは継続中の記録。）
| 日付           | 肩書き | 日数   | 保持タイトル | 備考                                |
| -------------- | ------ | ------ | ------------ | ----------------------------------- |
| 1987年03月25日 | 四段   | 738日  | －           | プロ入り                            |
| 1987年04月01日 | 五段   | 1089日 | －           | 第47期順位戦C級1組昇級による昇段    |
| 1992年03月25日 | 六段   | 555日  | －           | 勝数規定による昇段                  |
| 1993年10月01日 | 七段   | 70日   | －           | 六段昇段後竜王挑戦(第6期)による昇段 |
| 1993年12月10日 | 竜王   | 364日  | 竜王         | 竜王獲得 第6期竜王戦                |
| 1994年12月09日 | 前竜王 | 369日  | －           | 竜王失冠 第7期竜王戦                |
| 1995年12月13日 | 七段   | 110日  | －           | 第8期竜王戦終了                     |
| 1996年04月01日 | 八段   | 808日  | －           | 第54期順位戦A級昇級による昇段       |
| 1998年06月18日 | 名人   | 740日  | 名人         | 名人獲得 第56期名人戦               |
| 2000年06月27日 | 九段   | 623日  | －           | 名人失冠 第58期名人戦               |
| 2002年03月12日 | 王将   | 142日  | 王将         | 王将獲得 第51期王将戦               |
| 2002年08月01日 | 二冠   | 196日  | 棋聖・王将   | 棋聖獲得 第73期棋聖戦               |
| 2003年02月13日 | 棋聖   | 1504日 | 棋聖         | 王将失冠 第52期王将戦               |
| 2007年03月28日 | 二冠   | 478日  | 棋聖・棋王   | 棋王獲得 第32期棋王戦               |
| 2008年07月18日 | 棋王   | 255日  | 棋王         | 棋聖失冠 第79期棋聖戦               |
| 2009年03月30日 | 九段   | 1075日 | －           | 棋王失冠 第34期棋王戦               |
| 2012年03月09日 | 王将   | 363日  | 王将         | 王将獲得 第61期王将戦               |
| 2013年03月07日 | 九段   | 4547日 | －           | 王将失冠 第62期王将戦               |

## 著書
- 佐藤康光の寄せの急所 囲いの急所（1995年11月、日本放送出版協会、ISBN 4-14-016075-6）
- 康光流現代矢倉（全3巻、日本将棋連盟、ISBN 4-8197-0331-5 ほか）
- 康光流四間飛車破り 居飛車穴熊vs藤井システム（1999年2月、日本将棋連盟、ISBN 4-8197-0348-X）
- 読みの技法（講師、1999年3月、河出書房新社、ISBN 4-309-72181-8）
- 佐藤康光の戦いの絶対感覚（2000年1月、河出書房新社、ISBN 4-309-72184-2）
- 最強居飛車穴熊マニュアル（2003年1月、日本将棋連盟、ISBN 4-8197-0369-2）
- 注釈 康光戦記（2004年8月、浅川書房、ISBN 4-86137-005-1）
- 5級からの詰将棋81（2007年4月、日本将棋連盟、ISBN 481970172X）
- 佐藤康光の居飛車の手筋1 四間飛車粉砕編（2007年5月、山海堂、ISBN 978-4-381-02275-2）
- 佐藤康光の居飛車の手筋2 強襲・矢倉編（2007年8月、山海堂、ISBN 978-4-381-02291-2 ほか）
- 佐藤康光の将棋をはじめよう（2008年8月、NHK出版、ISBN 978-4140161654）
- 佐藤康光の力戦振り飛車（2010年1月、毎日コミュニケーションズ、ISBN 978-4839934460）
- 佐藤康光の石田流破り（2010年4月、毎日コミュニケーションズ、ISBN 978-4839935108）
- 佐藤康光の一手損角換わり（2010年8月、毎日コミュニケーションズ、ISBN 978-4839936402）

## 関連イベント
- 佐藤康光杯将棋大会（京都府 八幡市）。

## その他表彰
日本将棋連盟の表彰は「#日本将棋連盟 表彰」の項を参照。
- 1998年10月00日：八幡市民有功者表彰
- 2007年01月24日：京都府文化賞・奨励賞[95]
- 2007年11月00日：平成19年度 学校法人國學院大學有栖川宮記念賞（受賞時は「学校法人國學院大學表彰」）
00000000年月日： - 永世棋聖、第56・57期名人、第51期王将、第32期棋王などの業績による[96]。
- 2017年04月29日：紫綬褒章[97]

## 出演

### テレビ
- 将棋講座（NHK教育テレビジョン）講師
  - 「佐藤康光の囲いの急所 寄せの急所」（1995年1月 - 3月）
  - 「佐藤康光NHK杯の基本でステップアップ」（2007年10月 - 2008年3月）
- 将棋フォーカス（NHK Eテレ）番組内将棋講座講師
  - 「佐藤康光の勝つための詰みのセオリー」（2015年4月 - 2015年9月）
  - 「剛腕！康光流バーディー振り飛車」（2024年10月 - 2025年3月）

### ゲーム
- 激指デラックス　名人戦道場（2013年7月19日、マイナビ）※パソコン用ソフト

## 演じた俳優
- 前川泰之 - ドラマ『うつ病九段』（2020年、原作：先崎学）[98]